# 陕甘边革命根据地
陕甘边革命根据地，是在中共陕甘边特委领导下在陕西省西北部与陇东地区逐步建立的革命根据地。。在今延安市、庆阳市境。

## 历史
1934年2月25日成立“陕甘边区革命委员会”，为正式建政之始。陕甘边区革命委员会财政委员会发行了“油布币”，面值为1角、2角、5角、1元，“每十角兑换大洋一块”，为西北革命根据地发行最早的货币。
1934年11月，“陕甘边区革命委员会”改为“陕甘边区苏维埃政府”。成立陕甘边区农民合作银行，发行“陕甘边区农民合作银行兑换券”，简称“农民券”，面值为1角、2角、5角、1元，“每十角兑换大洋壹圆”。
1935年2月成立西北工委后，中共陕甘边特别委员会为：
- 书记：李生华/李景林
- 陕甘边区革命军事委员会主席刘景范
- 中共陕甘边区南区委员会书记张邦英/唐洪澄。
- 中共陕甘边区特委驻东地区特派员马文瑞。下辖中共红泉县委
- 中共肤甘县委
- 中共安塞县工委
- 中共韩城县委

1935年4月，“陕甘边区苏维埃政府”改为“陕甘省苏维埃政府”。中共西北工委决定集中红军主力到陕北作战，打破第二次围剿；陕甘省苏维埃政府也从南梁迁到甘泉县下寺湾。陕甘省苏维埃银行开始发行“银币券”和“铜币券”，流通至1935年11月中华苏维埃共和国国家银行西北分行发行“国家银行西北分行币”为止。
1935年9月成立陕甘晋省委后，陕甘边区特委机关驻甘泉下寺湾，下辖
- 中共陕甘边区特委南区区委书记鲁学曾，辖淳耀县委、永红县委、赤水县委
- 中共陕甘边区特委东地区特派员马文瑞，下辖红泉县委、宜川县委
- 安塞县委
- 肤施县委
- 赤安县委
- 富县县委
- 韩城县委
- 华池战区党委

1935年11月3日，中共中央政治局下寺湾会议决定陕甘边特委改组为中共陕甘省委，驻甘泉县下寺湾
- 书记朱理治
- 副书记李富春
- 秘书长曹力如
- 组织部部长李富春/欧阳钦
- 宣传部部长李景林/李一氓
- 白区工作部部长张策
- 军事部部长萧劲光
- 妇女部部长蔡畅
- 省苏维埃政府主席王生玉
  - 内务部部长王子宜
- 关中特委
- 陕东特委
- 甘洛县委
- 肤施县委
- 红泉（即甘泉）县委
- 宜川（后改赤川）县委
- 韩城县委
- 澄城县委
- 鄜县县委
- 中宜县委
- 华池县委
- 庆北县委
- 新宁县委
- 合水县委
- 新正县委
- 曲子县委
- 环县委
- 静宁县委
- 赤庆县委
- 定环县委

1935年底，陕甘省委机关由下寺湾迁到富县套洞镇(今道德村)。1936年春东北军乘红军东征之机进攻西北苏区，占领了关中特区和中宜、富县、甘泉的大部分地区，陕甘省委转移到靖边县吴旗镇刘家渠村。
1936年5月17日，中共中央决定：为配合红军西征，向西扩展根据地，将陕甘省扩大为陕甘宁省，陕甘省所辖组织除华池县委划归陕甘宁省委管辖外，其余划归陕北省委领导。
中共中央东北军工作委员会在甘泉、富县、中宜一带设立中共陕甘工委(也称洛河川工委)，欧阳钦任书记，军事部部长曹力如，财政部部长高秀山，粮食部部长郭子青，教育部部长李子钦，保卫局局长金道松。1936年冬，陕甘工委撤销。
1936年12月西安事变爆发后，中共中央确定了和平解决西安事变的方针。为了配合东北军、西北军抵御国民党南京政府的军事进攻，中共中央决定红军主力南下渭北一带集结待命；同时决定再次成立中共陕甘省委，书记李维汉，秘书长申力生，组织部部长张邦英，宣传部部长李华生，统战部部长杨一木，军事部部长刘景范，妇女部部长先后为刘锦如、白国英。省委机关先后驻甘泉县高家哨、中部县店头镇。前陕甘省撤销时划归陕北省委领导的关中特委和甘洛、肤施、红泉、宜川、富县、韩城等县委，以及陕甘工委领导的红宜(宜君)县委划归陕甘省委领导。1937年4月，中共中央决定撤销陕甘省委，其所辖党组织分别划归中共陕西省委和陕北省委领导。